# グレートタイタン
グレートタイタンは、日本の競走馬。京都記念、阪神大賞典、スポーツニッポン賞金杯、愛知杯などを勝った。

## 概要
1977年12月11日阪神競馬場の新馬戦で吉田勝也騎乗でデビューし11着、1978年1月28日の4戦目・未出走未勝利戦で初勝利を挙げた。平場300万下条件戦、山吹賞を連勝し、4歳オープン馬となるが、オープンクラスでは3着、3着、2着と勝ちきれない競馬が続いた。秋には1100万下条件の格付となり、清水特別で勝利を挙げて菊花賞に出走するが12着に敗れた。
翌1979年夏、5歳初戦のジューンステークスを人気薄ながら勝利したものの、続く小倉と中京での3戦は勝てず、11月4日の京都記念（秋）（この年は阪神競馬場での開催）に出走した。稲葉的海（現・調教助手。道路に逃げてきたノボリハウツーを捕獲した人物）を鞍上に迎え、52キログラムの軽ハンデもあり2分26秒5のレコード勝ちして初重賞制覇となった。その後は京阪杯2着を経て、武邦彦を鞍上にして愛知杯とスポーツニッポン賞金杯を連勝した。しかし、続く中日新聞杯とサンケイ大阪杯は1番人気に支持されたものの敗退、オープンレースを挟んで出走した天皇賞（春）は14着に敗れた。秋になっても朝日チャレンジカップ、京都大賞典と連敗した。
1980年11月2日、田原成貴との初コンビとなった京都記念（秋）では最後方から一気に追い込み同レースを連覇した。天皇賞（秋）は敗れたものの、プリテイキャストの大逃げが決まる中、最後方から追い込んで5着に入った。年末の阪神大賞典（この年は京都競馬場での開催）では、タカノカチドキやオーバーレインボーを最後方から追い込み差しきって勝利した。
翌1981年、日経新春杯、マイラーズカップ、サンケイ大阪杯と3連敗した後、天皇賞（春）の直前追い切り中に倒れ、心臓麻痺でそのまま死亡した（この模様を取材で来ていたデイリースポーツのカメラマンが偶然撮影しており、第5回関西写真記者協会賞を受賞した）。
田原成貴はこの馬を「天まで突き進みそう」、「空気を裂く馬」と表現していた。

## 血統表
| グレートタイタンの血統（ボワルセル系 / Plucky Liege4×5=9.38%、Gainsborough5×5=6.25%） | グレートタイタンの血統（ボワルセル系 / Plucky Liege4×5=9.38%、Gainsborough5×5=6.25%） | グレートタイタンの血統（ボワルセル系 / Plucky Liege4×5=9.38%、Gainsborough5×5=6.25%） | （血統表の出典）     | （血統表の出典） |
| 父 シンザン 1961 鹿毛                                                                 | 父の父*ヒンドスタン Hindostan 1946 黒鹿毛                                             | Bois Roussel                                                                          | Vatout               | Vatout           |
| 父 シンザン 1961 鹿毛                                                                 | 父の父*ヒンドスタン Hindostan 1946 黒鹿毛                                             | Bois Roussel                                                                          | Plucky Liege         |                  |
| 父 シンザン 1961 鹿毛                                                                 | 父の父*ヒンドスタン Hindostan 1946 黒鹿毛                                             | Sonibai                                                                               | Solario              | Solario          |
| 父 シンザン 1961 鹿毛                                                                 | 父の父*ヒンドスタン Hindostan 1946 黒鹿毛                                             | Sonibai                                                                               | Udaipur              |                  |
| 父 シンザン 1961 鹿毛                                                                 | 父の母ハヤノボリ 1949 栗毛                                                            | ハヤタケ                                                                              | *セフト              | *セフト          |
| 父 シンザン 1961 鹿毛                                                                 | 父の母ハヤノボリ 1949 栗毛                                                            | ハヤタケ                                                                              | 飛竜                 |                  |
| 父 シンザン 1961 鹿毛                                                                 | 父の母ハヤノボリ 1949 栗毛                                                            | 第五バツカナムビユーチー                                                              | *トウルヌソル        | *トウルヌソル    |
| 父 シンザン 1961 鹿毛                                                                 | 父の母ハヤノボリ 1949 栗毛                                                            | 第五バツカナムビユーチー                                                              | バツカナムビユーチー |                  |
| 母 リレントデーター 1965 黒鹿毛                                                       | 母の父Count of Honor 1953 黒鹿毛                                                      | Count Fleet                                                                           | Reigh Count          | Reigh Count      |
| 母 リレントデーター 1965 黒鹿毛                                                       | 母の父Count of Honor 1953 黒鹿毛                                                      | Count Fleet                                                                           | Quickly              |                  |
| 母 リレントデーター 1965 黒鹿毛                                                       | 母の父Count of Honor 1953 黒鹿毛                                                      | Honor Bound                                                                           | Bull Dog             | Bull Dog         |
| 母 リレントデーター 1965 黒鹿毛                                                       | 母の父Count of Honor 1953 黒鹿毛                                                      | Honor Bound                                                                           | Anchors Ahead        |                  |
| 母 リレントデーター 1965 黒鹿毛                                                       | 母の母*リレントレス Relentless 1959 黒鹿毛                                            | Determime                                                                             | Alibhai              | Alibhai          |
| 母 リレントデーター 1965 黒鹿毛                                                       | 母の母*リレントレス Relentless 1959 黒鹿毛                                            | Determime                                                                             | Koubis               |                  |
| 母 リレントデーター 1965 黒鹿毛                                                       | 母の母*リレントレス Relentless 1959 黒鹿毛                                            | Flor y Flor                                                                           | Gulf Stream          | Gulf Stream      |
| 母 リレントデーター 1965 黒鹿毛                                                       | 母の母*リレントレス Relentless 1959 黒鹿毛                                            | Flor y Flor                                                                           | Fineza F-No.3-o      |                  |